# Coat-Méal
Coat-Méal é uma comuna francesa na região administrativa da Bretanha, no departamento Finisterra. Estende-se por uma área de 10,79 km². Em 2010 a comuna tinha 1 125 habitantes (densidade: 104,3 hab./km²).